# Galovac
Galovac je općina u Zadarskoj županiji.

## Zemljopis
Galovac je smješten svega 10 min od Zadra. U blizini je zračne luke Zemunik i obližnjeg mjesta Sukošan.

## Stanovništvo
Po popisu stanovništva iz 2001. godine, općina Galovac imala je 1190 stanovnika, raspoređenih u jednom naselju - Galovcu.
Prema popisu stanovništva iz 2011. godine, općina Galovac imala je 1234 stanovnika, raspoređenih u jednom naselju - Galovcu.
| broj stanovnika | 372   | 430   | 519   | 559   | 610   | 714   | 897   | 850   | 1067  | 1189  | 1364  | 1449  | 1351  | 1426  | 1190  | 1234  | 1258  |
|                 | 1857. | 1869. | 1880. | 1890. | 1900. | 1910. | 1921. | 1931. | 1948. | 1953. | 1961. | 1971. | 1981. | 1991. | 2001. | 2011. | 2021. |

| broj stanovnika | 372   | 430   | 519   | 559   | 610   | 714   | 897   | 850   | 1067  | 1189  | 1364  | 1449  | 1351  | 1426  | 1190  | 1234  | 1258  |
|                 | 1857. | 1869. | 1880. | 1890. | 1900. | 1910. | 1921. | 1931. | 1948. | 1953. | 1961. | 1971. | 1981. | 1991. | 2001. | 2011. | 2021. |

## Povijest
Galovac ime dobiva po obitelji Gallellis u srednjem vijeku koja je imala velike posjede u 14. i 15. st. te je bila među vodećim gospodarstvenicima toga doba u Zadru. Ime mjesta se po prvi put spominje  u Zadarskom distriktu spominje 1518. U Ciparskom ratu (1570 - 1573.) Turci zauzimaju Galovac i drže od konca 17. st. Galovac i Sukošan do polovice 18 st. Bili su jedna župa.[nedostaje izvor]

## Gospodarstvo
Stanovništvo se bavi stočarstvom, ratarstvom i u novije doba turizmom.

## Spomenici i znamenitosti
- Župna crkva sv. Mihovila ark. Podignuta oko 1760.
- Stara župna kuća obnovljena je 1840. U blizini crkve 2004. sagrađena je nova i veća župna kuća.[5]

## Obrazovanje
Osnovna škola Galovac. 

## Šport
- NK Galovac, igra u 1. ŽNL Zadarska

## Vanjske poveznice
- Općina Galovac – službene mrežne stranice

|  | Portal Hrvatske – Pristup člancima s tematikom o Hrvatskoj. |